# 6567 Shigemasa
6567 Shigemasa eller 1992 WS är en asteroid i huvudbältet som upptäcktes den 16 november 1992 av de båda japanska astronomerna Kazuro Watanabe och Kin Endate vid Kitami-observatoriet. Den är uppkallad efter japanen Shigemasa Suzuki.
Asteroiden har en diameter på ungefär 4 kilometer och den tillhör asteroidgruppen Levin.